# برج الظلام 5: ذئاب الكالا (رواية)
ذئاب الكالا هي رواية بطابع خيالي للكاتب الأمريكي ستيفن كينغ. وهي الكتاب الخامس في سلسلته من كتب برج الظلام. يكمل الكتاب قصة رولاند ديشاين، وإيدي دين، وسوزانا دين، وجيك تشيمبرز، وأوي، وهم يواصلون طريقهم نحو برج الظلام. العنوان الثانوي لهذه الرواية هو المقاومة. نُشر مقتطفان من الرواية قبل نشرها كاملة: الأول هو «كالا برين ستورغيس» الذي نُشر عام 2001 على الموقع الرسمي لستيفن كينغ، والثاني هو «قصة غراي ديك» الذي نُشر عام 2003 في كتاب خزينة ماكسويني الهائلة من القصص المثيرة. ثم أُدرج كل من المقتطفين بعد تنقيحهما في الرواية. رُشّحت رواية ذئاب الكالا لجائزة لوكاس لأفضل رواية خيالية في عام 2004.

## ملخص الحبكة
بعد الهروب من مدينة توبيكا البديلة ومن الساحر الشرير «والتر أوديم» وتجاوز عاصفة ستاركبلاست، يبدأ الكا- تيت مع رولاند (مجموعة الأشخاص المرتبطين معًا بقدر واحد) بالشعور بأنهم مُلاحقون في رحلاتهم. خلال هذا الوقت، يُرسَل إدي دين وجيك تشيمبرز إلى نيويورك، في عام 1977، عبر حالة أحلام تسمى توداش. يقابلان هناك كالفن تاور، وهو صاحب مكتبة أعطى جيك كتابًا في رواية الأراضي اليباب، وثبُت أن هذا الكتاب جزء جوهري في السعي إلى برج الظلام. أثناء تواجدهم في توداش، يكتشف إيدي وجيك أن تاور يملك الأرض الخالية التي تحوي الوردة، والوردة تمثل تجسيدًا للبرج المظلم الذي واجهه جيك سابقًا في أراضي النفايات. يكتشف جيك وإدي أيضًا أن إنريكو بالإزار، زعيم الجريمة الذي ظهر في كتاب الأبواب الثلاثة، يحاول إجبار تاور على بيع الأرض لشركة سومبرا الغامضة. إذا حدث ذلك، فإن الوردة (وبالتالي برج الظلام نفسه) ستتدمر.
بعد وقت قصير، تكتشف مجموعة الكا- تيت أنها ملاحقة من قبل مواطنين من قرية «كالا برين ستورغيس» الزراعية، وكذلك من قبل الأب كالاهان، والذي ظهر لأول مرة في كتاب أرض سالم. يطلب هو وسكان البلدة من الكا- تيت مساعدتهم في محاربة ذئاب ثندركلاب، الذين يأتون مرةً كل جيل ليأخذوا طفلًا واحدًا من كل زوج من التوائم في البلدة. (لسبب ما، يولد جميع الأطفال في المدينة كتوائم). وبعد بضعة أشهر من الذهاب بعيدًا، يُعاد الأطفال مدمرين- معاقين عقليًا ومجبورين على النمو إلى حجم هائل والموت صغارًا. من المقرر أن تأتي الذئاب في غضون شهر تقريبًا، وذلك وفقًا لآندي، وهو الروبوت البشري الودود الذي ظهر في الكالا منذ فترة طويلة. عندما سُئل عن الذئاب، رفض أندي الكشف عن أي معلومات دون كلمة مرور. يتحدث إدي أيضًا مع جيمي جافوردس، أحد كبار السن في الكالا والذي يتذكر المرة السابقة التي ظهر فيها الذئاب في الكالا.
يروي الأب كالاهان أيضًا لحاملي السلاح قصته المميزة عن كيف غادر ولاية مين بعد معركته مع مصاص الدماء كورت بارلو في رواية عزبة سالم. منذ تلك المواجهة، أصبح قادرًا على تمييز مصاصي الدماء من النوع الثالث والمحاطين بهالة زرقاء. بعد بعض الوقت بدأ في قتل هؤلاء الضعفاء من مصاصي الدماء عندما يجدهم؛ ولكن هذا يجعله رجلًا مطلوبًا من «الرجال الضعفاء» ولذا يجب على كالاهان أن يذهب إلى المنفى. في النهاية، يُستدرج كالاهان إلى فخ ويموت، ما يسمح له بدخول العالم الوسطي في عام 1983، كما فعل جيك عندما قُتل في حامل السلاح. يظهر كالاهان أولًا في محطة واي، بعد وقت قصير من لقاء رولاند وجيك لأول مرة، ويلتقي مع والتر أوديم، الذي يعطيه كرة سحرية شريرة تدعى الثلاث عشرة السوداء. ينقل والتر كالاهان إلى الجبال القريبة من كالا برين ستورغيس حيث يجده شعب ألماني في مكان يُسمى كهف الممر. يستنتج رولاند أن الثلاث عشرة السوداء قد حفزت أحلام توداش التي أرسلت إدي وجيك إلى نيويورك، وأنها قادرة على السماح لهما بالسفر بين العالمين. تقرر الكا-تيت استخدام هذا الشيء الشرير للعودة بالزمن إلى نيويورك في عام 1977 لضمان حماية الوردة.

## وصلات خارجية
- The Dark Tower official website